# Masalia chrysita
Masalia chrysita là một loài bướm đêm trong họ Noctuidae.